# Francesco Meneguzzo
Francesco Meneguzzo (Musolana, 29 marzo 1860 – Caxias do Sul, 21 luglio 1930) è stato uno scultore italiano.
Emigrò in Brasile a metà del 1891, stabilendosi a Caxias do Sul. In Brasile si perfezionò nella scultura nello studio di Tarquinio Zambelli, che ne influenzò la successiva produzione. Ha lasciato diverse opere nelle zone di influenza italiana in Brasile.
Una delle sue opere più importanti è l'altare maggiore della Cattedrale di Caxias do Sul , in stile neogotico , aiutata da José Gollo e Alexandre Bartelle .